# Enrique Viana Reyes
Enrique Viana Reyes (Montevideo, ca. 1940 - 26 de julio de 2015) fue un jurista y político uruguayo, integrante del Consejo de Estado en varias ocasiones durante la Dictadura cívico militar en Uruguay (1973-1985).

## Biografía
Casado con Beatriz Ferreira Aldaz, tuvo cuatro hijos,entre ellos el fiscal uruguayo Enrique Viana. Falleció el 26 de julio de 2015.
Es recordado por su participación en el debate televisivo del 14 de noviembre de 1980 emitido por el Canal 4 TV Monte Carlo de Montevideo junto al Coronel Dr. Néstor Bolentini en defensa de la reforma constitucional impulsada por el Gobierno cívico-militar que fue plebiscitada el 30 de noviembre de ese año, la que no se llevaría a cabo por el triunfo de la opción por el "no" a dicha reforma.